# 162-es busz (Budapest)
A budapesti 162-es jelzésű autóbusz Kőbánya alsó vasútállomástól (korábban Kőbánya városközpont) induló körforgalmi járat, ami a maglódi Auchan áruháznál fordul vissza. Hétköznap reggelente és ünnepnapokon 262-es jelzéssel közlekedik, ilyenkor nem tér be az Auchanhoz. A járatot a Budapesti Közlekedési Zrt. üzemelteti.

## Járművek
A 2008-as paraméterkönyv bevezetése óta (2008. szeptember 6.) a 162-es és 162A viszonylatokon Ikarus 260-as és Ikarus 412-es jár. A buszokat a BKV Cinkotai garázsa állítja ki.

## Története
2008. szeptember 6-án a 62-es busz vonalát meghosszabbították Rákoscsaba és Rákoskert irányába, az új járat a 162-es jelzést kapta. A régi 162-es buszt pedig összevonták a Keresztúr-busszal, az új viszonylat jelzése 202E lett.
A járat 2009. augusztus 22-étől a maglódi Auchan finanszírozásával egészen a bevásárlóközpontig közlekedik, a korábbi vonalon hétköznap reggelente a 262-es busz közlekedik.

## Útvonala
Kőbányáról a Liget utca – Bánya utca – Kőrösi Csoma Sándor út – Élessarok – Jászberényi út – Pesti út útvonalon jut el Rákoskeresztúr központjába (régi 62-es; itt volt a 162A végállomása). Innen a régi 69A vonalán indul el Rákoscsaba és Rákoskert felé a Csabai út – Péceli út – Lemberg utca – Csabagyöngye utca útvonalon, ám innen a Zrínyi utcán nem a Csaba vezér tér felé megy tovább (ahogy a régi 69A), hanem a Kucorgó tér felé, ahonnan lényegében megteszi a régi 297-es hurokvonalát (Zrínyi utca – Rákoskert sugárút – Sáránd utca – Pesti út), csak a Pesti úton kimegy a maglódi Auchanig majd a Kucorgó tértől ugyanezen a vonalon megy vissza Kőbányára, de az Élessaroktól már végig a Kőrösi Csoma Sándor úton közlekedik.
| Maglód, Auchan áruház felé |
| Kőbánya alsó vasútállomás vá. – Korponai utca – Állomás utca – Szent László tér – Kőrösi Csoma Sándor út – Élessarok – Dreher Antal út – Jászberényi út – Pesti út – Csabai út – Péceli út – Lemberg utca – Csabagyöngye utca – Zrínyi utca – Rákoskert sugárút – Sáránd utca – Pesti út – M0-s csomópont – Maglód, Eszterházy János utca – áruházi bekötőút – Maglód, Auchan áruház vá. |
| Kőbánya alsó vasútállomás felé |
| Maglód, Auchan áruház vá. – áruházi bekötőút – Eszterházy János utca – M0-s csomópont – Budapest, Pesti út – Kucorgó tér – Zrínyi utca – Csabagyöngye utca – Lemberg utca – Péceli út – Csabai út – Pesti út – Jászberényi út – Dreher Antal út – Élessarok – Kőrösi Csoma Sándor út – Liget tér – Korponai utca – Kőbánya alsó vasútállomás vá.                                         |

## Megállóhelyei
Az átszállás kapcsolatok között a 262-es jelzésű betétjárat nincsen feltüntetve.
| 0  | Kőbánya alsó vasútállomás végállomás   | 44 | 9, 95, 117, 151, 185, 195, 217, 217E 3, 28, 28A, 62, 62A 73 S21 S50 G50 Z50                               | Autóbusz-állomás, Vasútállomás |
| ∫  | Liget tér                              | 43 | 9, 95, 195 3, 28, 28A, 62, 62A 73                                                                         |                                |
| 1  | Szent László tér                       | 42 | 9, 185 3, 28, 28A, 62, 62A                                                                                |                                |
| 2  | Harmat utca (↓) Ónodi utca (↑)         | 41 | 85, 185 3, 28, 28A, 62, 62A                                                                               | Szent László Gimnázium         |
| 3  | Élessarok                              | 40 | 85, 161, 161A, 168E 3, 28, 28A, 37, 37A, 62, 62A                                                          |                                |
| 4  | Sörgyár                                | 39 | 161, 161A, 168E 28, 28A, 37, 37A                                                                          |                                |
| 4  | Maglódi út                             | 38 | 161, 161A, 168E 484 28, 28A, 37                                                                           |                                |
| 5  | Orion                                  | 37 | 161, 161A                                                                                                 |                                |
| 6  | Téglavető utca                         | 36 | 161, 161A 484                                                                                             |                                |
| 8  | Tárna utca                             | 35 | 161, 161A, 168E                                                                                           |                                |
| 9  | Rákos vasútállomás                     | 33 | 161, 161A, 168E S60 G60 Z60 S76 S80 InterRégió                                                            |                                |
| 10 | Athenaeum Nyomda (↓) Kozma utca (↑)    | 32 | 68, 161, 161A, 195, 268 484                                                                               |                                |
| 11 | Kossuth Nyomda                         | 31 | 68, 161, 161A, 168E, 195, 268 484                                                                         |                                |
| 13 | Legényrózsa utca                       | 29 | 68, 161, 161A, 195, 268 484                                                                               |                                |
| 14 | Rézvirág utca                          | 28 | 67, 68, 161, 161A, 161E, 195, 202E, 261E, 268                                                             |                                |
| 15 | Dombhát utca                           | 27 | 68, 161, 161A, 195, 268                                                                                   |                                |
| 16 | 501. utca                              | 26 | 68, 161, 161A, 195, 202E, 268                                                                             |                                |
| 17 | Akadémiaújtelep vasútállomás           | 25 | 161, 161A, 195, 202E S80                                                                                  |                                |
| 18 | 509. utca                              | 24 | 161, 161A, 195, 202E                                                                                      |                                |
| ∫  | Keresztúri út                          | 23 | 161, 161A, 195                                                                                            |                                |
| 18 | 513. utca                              | ∫  | 67, 97E, 161, 161A, 161E, 169E, 195, 202E                                                                 |                                |
| 19 | Borsó utca                             | 23 | 67, 97E, 161, 161A, 161E, 169E, 195, 202E, 261E                                                           |                                |
| 20 | Kis utca                               | 22 | 97E, 161, 161A, 161E, 169E, 195, 198, 202E, 261E                                                          |                                |
| 21 | Bakancsos utca                         | 21 | 46, 97E, 161, 161A, 161E, 169E, 195, 198, 202E                                                            |                                |
| 22 | Szent Kereszt tér                      | 20 | 46, 97E, 161, 161A, 161E, 169E, 195, 198, 202E                                                            |                                |
| 23 | Rákoskeresztúr, városközpont           | 19 | 46, 97E, 98, 161, 161A, 161E, 169E, 195, 198, 202E 484, 485, 486, 504, 505, 506, 508, 509, 510 1070, 1075 |                                |
| 25 | Szárny utca                            | 17 | 161, 161E, 169E, 202E                                                                                     |                                |
| 26 | Szabadság sugárút                      | 16 | 161, 161E, 169E, 202E, 297                                                                                |                                |
| 27 | Lemberg utca (↓) Péceli út (↑)         | 14 | 161, 161E, 169E, 202E                                                                                     |                                |
| 28 | Csabagyöngye utca (↓) Lemberg utca (↑) | 13 | |                                |
| 29 | Óvónő utca                             | 12 | |                                |
| 31 | Alsódabas utca                         | 11 | 161, 161E, 202E, 298                                                                                      |                                |
| 32 | Regélő utca                            | 10 | 161, 161E, 202E                                                                                           |                                |
| 33 | Császárfa utca                         | 9  | 161, 161E, 202E                                                                                           |                                |
| 34 | Nagyszentmiklósi út                    | 8  | 161, 161E, 202E                                                                                           |                                |
| 34 | Kucorgó tér                            | 7  | 97E, 161, 161E, 197, 202E 504, 505, 506, 508, 509, 510                                                    |                                |
| 36 | Rózsaszál utca                         | ∫  | 97E, 197                                                                                                  |                                |
| 37 | Schell Gyuláné tér                     | ∫  | 97E, 197 504, 505, 508                                                                                    |                                |
| 38 | Erzsébet körút                         | ∫  | 97E, 197                                                                                                  |                                |
| 40 | Sáránd utca                            | ∫  | 97E, 197                                                                                                  |                                |
| ∫  | Olcsva utca                            | 7  | 97E, 197                                                                                                  |                                |
| ∫  | Nyomdok utca                           | 6  | 97E, 197                                                                                                  |                                |
| ∫  | Nyomdász utca                          | 5  | 97E, 197                                                                                                  |                                |
| 40 | Pesti út (↓) Szigetcsép utca (↑)       | 4  | 97E, 197                                                                                                  |                                |
| 41 | Zsigmond utca                          | 3  | |                                |
| 47 | Maglód, Auchan áruház végállomás       | 0  | | Auchan áruház                  |